# Макеев, Борис Владимирович
Борис Владимирович Макеев (16 февраля 1887 — 15 декабря 1937) — российский и советский военный лётчик. Участник Первой мировой войны. Полковник Российской императорской армии (1917). Кавалер ордена Святого Георгия 4-й степени (1917) и Георгиевского оружия (1915).
После Октябрьской революции служил в Красной армии. В 1925 году был задержан «по подозрению в теракте», но был оправдан. В 1937 году был арестован «по обвинению в шпионаже, вредительстве, терроризме и участии в антисоветской организации» и расстрелян.

## Биография
Борис Владимирович Макеев родился 16-го февраля 1887 года в г. Москве. Происходил из потомственных дворян.
Окончил в 1904 году Псковский кадетский корпус, затем С 1904 г. по 1907 г. обучался в Николаевском инженерном училище.
Закончил Теоретические курсы авиации им. В. В. Захарова при Санкт-Петербургском политехническом институте и Офицерскую школу авиации Отдела воздушного флота.
14.06.1907 г. выпущен в лейб-гвардии Саперный батальон.
С 26.06.1908 г. — младший офицер 2-й роты.
06.10.1910 г. командирован в Офицерскую школу авиации Отдела воздушного флота.
С мая 1911 г. — в постоянном составе школы, временно и.д. руководителя школы.
С ноября 1912 г. по февраль 1913 г. находился в командировке в Германии, Австрии, Франции и Италии, «где изучал авиационное дело».
С июля 1914 г. на театре военных действий. Военный летчик Гвардейского корпусного авиационного отряда.
С января 1915 г.- начальник Симферопольского отделения Севастопольской военной авиационной школы.
В январе 1916 г. откомандирован обратно в свою часть.
С 21.02.1916 г. — командующий ротой Его Величества лейб-гвардии Саперного батальона.
С 25.06.1917 г. — начальник Севастопольской военной авиационной школы.
В январе 1918 г. «уволен от службы как призывник 1904 г.», а 26.10.1918 г. вступил в РККА и назначен в распоряжение начальника Управления РККВВФ Ярославского военного округа.
С 09.11.1918 г. — начальник 1-го отделения (Оперативно-строевого) Управления РККВВФ Ярославского военного округа.
С 16.05 по 16.07.1919 г. находился в командировке, в распоряжении начальника Управления авиации и воздухоплавания при штабе РВСР.
19.07.1919 г. прикомандирован к Главному управлению РККВВФ.
С 01.05.1920 г. — начальник Учебного отдела Главного управления РККВВФ.
В 1925 г. арестован в г. Ташкенте органами ОГПУ «по подозрению в совершении террористического акта», но был оправдан.
В 1937 г. — старший консультант и заместитель начальника сектора перспективного планирования Управления Гражданского воздушного флота.
25.10.1937 г. арестован органами НКВД СССР «по обвинению в шпионаже, вредительстве, терроризме и участии в антисоветской организации». По приговору Военной коллегии Верховного Суда СССР от 15.12.1937 г. «осужден к высшей мере наказания».
Расстрелян 15 декабря 1937 г.
Определением Военной коллегии Верховного Суда СССР от 14.11.1956 г. реабилитирован.

## Награды
Борис Владимирович Макеев был удостоен следующих наград:
- Орден Святого Георгия 4-й степени (Высочайший приказ от 21 февраля 1917)
— «за то, что в бою 15-го июля 1916 г. у д. Рай-Место, когда лейб-гвардии Преображенский полк, атакуя под сильным огнем укрепленную позицию и неся большие потери, принужден был остановиться перед неразрушенными проволочными заграждениями и все попытки полка сделать проход в заграждениях успеха не имели, он, по собственной инициативе лично с 6-ю саперами, взорвал заграждения и тем дал возможность преображенцам выполнить возложенную на них задачу»;
- Георгиевское оружие (Высочайший приказ от 1 июня 1915)
— «за то, что 5-го октября 1914 г. произвел под огнем противника воздушную разведку неприятельских сил в районе Куров-Ново-Александрия-Черный Ляс-Грузск-Ивангород, причем добытые им сведения повлияли на успешный ход дальнейших операций»;
- Орден Святого Владимира 4-й степени с мечами и бантом (Высочайший приказ от 28 января 1915)
— «за ряд воздушных разведок под огнем противника в районе Тарнов-Куров-Ново-Александрия с 7 сентября 1914 г. по 5 октября 1914 г.»;
- Орден Святой Анны 2-й степени с мечами (Высочайший приказ от 6 ноября 1914)
— «за ряд воздушных разведок и корректирование артиллерийской стрельбы с начала компании до 7 сентября 1914 г.»;
- Орден Святой Анны 3-й степени с мечами и бантом (Высочайший приказ от 3 апреля 1915)
— «за воздушные разведки под огнем противника в районе крепости Ивангород 3, 4, 5, 6 и 9 сентября 1914 г.»;
- Орден Святого Станислава 2-й степени (Высочайший приказ от 17 декабря 1913);
- Орден Святого Станислава 3-й степени (Высочайший приказ от 4 ноября 1911).